# Парката
Парката́ — река на востоке северной части Сахалина. Правый приток нижнего течения Тыми. Течёт по территории Ногликского муниципального округа Сахалинской области России.
Длина реки составляет 60 км, площадь водосборного бассейна — 204 км².
Начинается на высоте примерно 90 м над уровнем моря восточнее северной оконечности Набильского хребта. Преобладающим направлением течения является север. Русло извилистое. В нижнем течении реку пересекают автомобильная дорога федерального значения А393 (Южно-Сахалинск — Оха) и Восточный ход Сахалинского региона Дальневосточной железной дороги. Устье Паркаты находится в 40 км по правому берегу Тыми на высоте 1 м над уровнем моря, в 16 км юго-западнее Катангли.